# José Jaikel
José Antonio Jaikel Aguilar (Alajuela, 3 de abril de 1966) es un exfutbolista costarricense. Jugó como delantero y la mayor parte de su carrera la realizó en el Deportivo Saprissa, durante las décadas de 1980 y 1990.
Era apodado "El Tanque", debido a su fuerza y robusta contextura física. La carrera profesional de este jugador fue bastante breve, aunque productiva.

## Trayectoria
José Jaikel participó en una de las épocas más brillantes de la historia contemporánea del Deportivo Saprissa, tanto a nivel local como internacional. Ganó tres campeonatos nacionales (1988, 1989 y 1993-1994), siendo una figura goleadora clave en esos torneos. Con ese equipo obtuvo un título de la Copa de Campeones de CONCACAF en 1993. Sin embargo, para el subcampeonato obtenido por Saprissa en la Copa Interamericana 1994 ante Universidad Católica, Jaikel ya no era parte del club.
El delantero también jugó una temporada con el CS Herediano, antes de retirarse en 1994, a la prematura edad de 28 años.

### Selección nacional
Jaikel fue convocado por el entrenador serbio Velibor Milutinović para integrar la selección nacional que participó en la Copa Mundial de Fútbol de 1990, celebrada en Italia, pero no jugó ninguno de los 4 encuentros disputados en el certamen.
En enero de 1994, fue convocado por última vez para un encuentro amistoso ante la selección de Noruega, luego del fracaso en la clasificación hacia Copa Mundial de Estados Unios 1994, esta vez bajo el mando de Toribio Rojas.

#### Participaciones en Copas del Mundo
| Mundial                        | Sede   | Resultado        |
| ------------------------------ | ------ | ---------------- |
| Copa Mundial de Fútbol de 1990 | Italia | Octavos de final |

## Actualidad
Luego de su retiro a finales de 1994, Jaikel se graduó como ingeniero industrial. Es director general de la empresa transnacional alimenticia Demasa, que lo envió a trabajar a su sede central en México.

## Clubes
| Club               | País       | Año       |
| ------------------ | ---------- | --------- |
| Deportivo Saprissa | Costa Rica | 1986-1993 |
| C.S Herediano      | Costa Rica | 1994      |

## Palmarés

### Títulos nacionales
| Título                           | Equipo             | País       | Año  |
| -------------------------------- | ------------------ | ---------- | ---- |
| Primera División de Costa Rica   | Deportivo Saprissa | Costa Rica | 1988 |
| Primera División de Costa Rica   | Deportivo Saprissa | Costa Rica | 1989 |
| Primera División de Costa Rica   | Deportivo Saprissa | Costa Rica | 1993 |
| Copa de Campeones de la Concacaf | Deportivo Saprissa | Costa Rica | 1993 |

### Títulos internacionales
| Título                           | Equipo             | Sede                                    | Año  |
| -------------------------------- | ------------------ | --------------------------------------- | ---- |
| Copa de Campeones de la Concacaf | Deportivo Saprissa | Norteamérica, Centroamérica y el Caribe | 1993 |